# Knölarna
Knölarna (engelska: The Twits) är en brittisk-amerikansk animerad äventyrs- och komedifilm med planerad premiär på Netflix hösten 2025. Filmen som är regisserad av Phil Johnston, Todd Demong och Katie Shanahan är baserad på Roald Dahls barnbok från 1980 som gavs ut på svenska med titeln Herr och fru Slusk.

## Handling
Filmen handlar om det sura och elaka paret herr och fru Twit som ständigt spelar varandra spratt. Samtidigt driver de ett nöjesfält. Paret Twit får allt mer makt i staden, men stöter på motstånd i form av två barn och ett gäng magiska djur.

## Rollista (i urval)
- Natalie Portman
- Emilia Clarke
- Margo Martindale – fru Twit
- Johnny Vegas – herr Twit